# Puig Oriol (la Vall d'en Bas)
El Puig Oriol és una muntanya de 894 metres que es troba al municipi de la Vall d'en Bas, a la comarca catalana de la Garrotxa.